# Hydrodessus rattanae
Hydrodessus rattanae är en skalbaggsart som beskrevs av Dewanand Makhan 1994. Hydrodessus rattanae ingår i släktet Hydrodessus och familjen dykare. Inga underarter finns listade i Catalogue of Life.